# Chýně
Chýně è un comune della Repubblica Ceca facente parte del distretto di Praha-západ, in Boemia Centrale.